# Мерляково
Мерляково — деревня в Локнянском районе Псковской области России. Входит в состав Михайловской волости.

## География
Деревня расположена возле реки Жабровка, в 5 км к западу от районного центра Локни и в 3 км к востоку от волостного центра Михайлов Погост.

## Население
| 2001 | 2002 | 2010 |
| ---- | ---- | ---- |
| 22   | ↗27  | ↘14  |

## Транспорт
Автобусное сообщение